# زنان کرد
زنان کرد (به کُردی: Jinên Kurd ,Afiretên Kurd، ژنانی کورد، ژنه‌یل کورد، ژه‌نه‌ل کورد، ئافره‌ته‌ل کورد) به‌طور سنتی نقش مهمی در جامعه و سیاست کُرد ایفا کرده‌اند. به‌طور کلی حقوق و برابری زنان کرد در اواخر قرن بیستم و قرن بیست و یکم به دلیل مبارزات ترقی‌خواهانه در جامعهٔ کرد به‌طور چشمگیری بهبود یافته است. با این وجود و علی‌رغم پیشرفت‌های جامعه کردستان و جنبشهای موجود در کردستان، هنوز هم در جامعهٔ سنتی کردستان عراق و ترکیه زنان کرد از مشکلات مربوط به برابری جنسیتی، ازدواج اجباری و قتل‌های ناموسی رنج می‌برند.

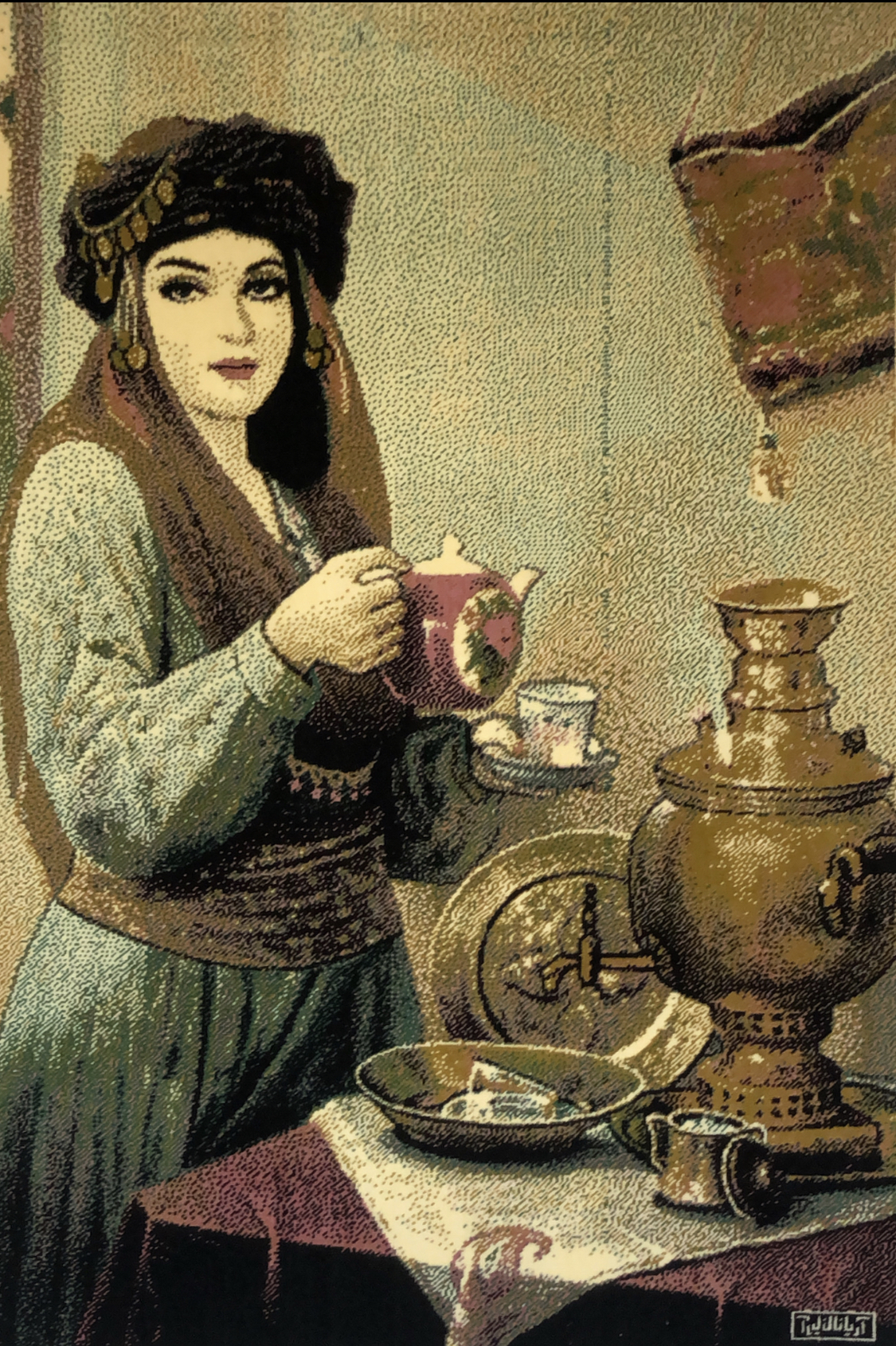
یک تابلو فرش از بانوی کرد آریانا خانوم از مکریان اثر تابلوباف ناشناس، حدود قرن شانزدهم میلادی.

اطلاعات و دانش و سوابق تاریخی جامعهٔ کرد در مورد تاریخ اولیهٔ زنان کرد، به‌خاطر کمبود مدارک و عدم وجود تحقیقات، محدود هستند. در سال ۱۵۹۷ (قرن شانزدهم)، شاهزاده شرف‌الدین بِدلیسی کتابی با عنوان شرف نامه تألیف کرد که در آن به زنان طبقهٔ حاکم اراضی حاکم، و محرومیت آنها از زندگی عمومی و اعمال قدرت حاکمان نسبت به آنان اشاره می‌شود. وی می‌گوید کردهای امپراتوری عثمانی که از سنت اسلامی پیروی می‌کنند، چهار همسر می‌گرفتند. این رژیم تعدد زوجات، توسط اقلیت حاکم و ثروتمند جامعهٔ کُرد اعمال می‌شد، که شامل اعضای طبقه حاکم بر اراضی و مالکان، اشراف و نهادهای مذهبی بود. در دربار قدرتمند منطقه بیتلیس (منطقه‌ای در جنوب شرق ترکیه) به زنان کرد اجازه ورود به بازار داده نمی‌شد و اگر به آنجا می‌رفتند، کشته می‌شدند.

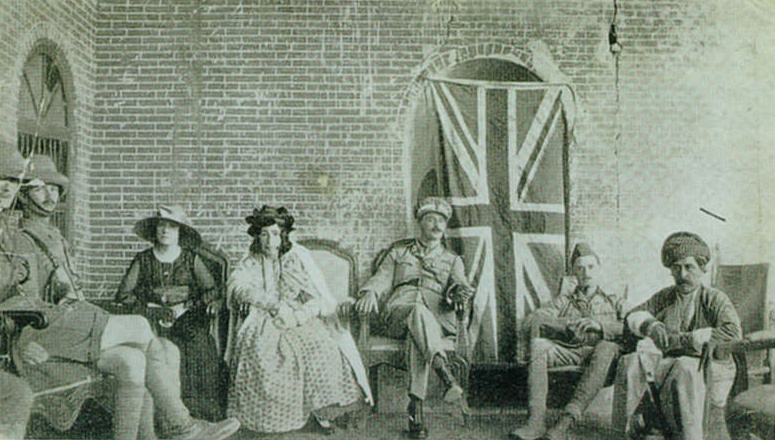
بانو عادله خانم، حاکم شهر حلبچه، در سال ۱۹۱۹ با سرگرد سوین

در اواخر قرن نوزدهم، حلیمه خانم از منطقه حکاری حاکم منطقه (باش کلا) بود که تا زمانی که پس از سرکوب قیام بدرخان در سال ۱۸۴۷ مجبور به تسلیم دولت عثمانی شد. زن جوان دیگری به نام فاطمه خان رئیس عشیره عزالدین Ezdinan شد در سال ۱۹۰۹ و در بین قبیله خود به عنوان حاکم منطقه خویش شناخته شد. در طول جنگ جهانی اول، نیروهای روسی در مورد عبور ایمن از سرزمینهم مرز روسها و عثمانی با زنی به نام مریم خان از خانواده معروف Neri که به گفتهٔ Basile Nikitine، نفوذ زیادی در میان پیروانش داشتند، مذاکره کردند.
عادله خانم، که توسط انگلیسی‌ها «شاهزاده شجاع» خوانده می‌شد، یک رئیس مشهور و فرهیختهٔ عشیره جاف بود که یکی از بزرگ‌ترین قبایل کرد بومی منطقه زاگرس بود که بین ایران و عثمانی آن زمان تقسیم می‌شد. عادله خانم از خاندان معروف اشرافی صاحبقران بود که با سرکردهٔ عشایر جاف ازدواج کرده بود.
در سال ۱۹۹۳، مارتین وان بروژن استدلال کرد که جامعه کردستان به عنوان جامعه‌ای تحت سلطهٔ مردان شناخته می‌شود. اما همچنان شاهد آن هستیم که زنان کرد به عنوان رهبران سیاسی در آن دوره نقش مهمی ایفا کرده‌اند.

## پیشینه
«زن» در بسیاری خانوارهای اصیل کُردی، ستون و خیمه گاه نه تنها یک خانواده بلکه طوایف و خاندان‌های وابسته می‌باشد که موجب قوام و دوام یک فرهنگ تمدنی است. کلید اقتصاد و مدیریت دخل و خرج خانوادهٔ کردستانی که هنوز دچار گرداب زندگی صنعتی نشده‌اند در اختیار زن خانوار می‌باشد بعضاً ارتباط خویشاوندی بین دو عشیره از دو سرزمین جدا ازهم با یک ازدواج، پیوسته و مستحکم می‌گردد.
نسبت خواهر زادگی در بین جوامع کردی واژه مرسومی است که موجب فخر و مباهات فردی به طایفه‌ای دیگر می‌گردد.
فرهنگ فمنیستی در بین زنان کردستان جریانی قوی نمی‌باشد.
موسی آنتر نویسنده نامدار کرد در مقاله‌ای گفته: زنان کُرد در گذشته به لحاظ اجتماعی با مردان برابر بودند به‌طوری که حتی در دورهٔ اسلامی زنان کرد مانند سایر مسلمانان مجبور به پوشیدن نقاب نبودند و هرگز در مناسبات اجتماعی از مردان جدا نبودند.

### تشکل‌های زنانه درجامعهٔ کرد ایران[۸]
تاریخچهٔ فعالیت‌ها و جنبش‌های اجتماعی سیاسی در کردستان به دورهٔ مشروطه برمی‌گردد که در پی تحولات عمومی حاکم بر جامعهٔ دوره قاجاریه از ایده آزادی‌خواهی جنبش مشروطه متأثر شده بود و مشروطه خواهان کرد با راه‌اندازی انجمن‌ها و جمعیت‌های پنهانی به نشر و تبلیغ اندیشه مشروطیت مشغول بودند. اما برخلاف شهرهای بزرگ ایران هیچ سندی دال بر حضور عمومی زنان کرد در دوران مشروطه و بنیان‌گذاری انجمن‌های زنانه در این دوره در دست نیست اتحادیه زنان دمکراتیک کردستان اولین سازمان زنان کرد در ایران است که در زمان تشکیل جمهوری مهاباد شکل گرفت. نخستین هدف این اتحادیه، بسیج زنان بزرگسال برای حمایت از جمهوری و ملت بود. آنان میبایست مردان را در آرمانهای ناسیونالیستی کمک میکردند زیرا وضعیت اجتماعی و سیاسی جامعه کردستان سبب شده بود همواره سرکوب خشن ملی بر سرکوب جنسی و طبقاتی سایه افکند و در چنین شرایطی مناسبات جنسی برجسته نشود.
دومین تجربه ورود زنان کرد به عرصهٔ عمومی و ایجاد تشکل‌های زنانه به سال‌های اول انقلاب ۱۳۵۷ باز می‌گردد. شرایط پر تب و تاب دهه ۱۳۵۰ سبب شد که قشری از زنان تحصیل کرده به میدان بیایند و برای مخالفت با موانع آموزش زنان، به تظاهرات و تحصن دست زدند. کردستان جزء مناطقی بود که تأسیس مدارس دخترانهٔ دولتی نسبت به اولین مدرسه دولتی دخترانه با تأخیری بیش از نیم قرن همراه بود. در سال‌های اول انقلاب ۱۳۵۷ سازمان‌های گوناگون از جمله تشکل‌های زنانه اعلام موجودیت کردند؛ اتحادیه زنان مریوان، شورای زنان سنندج، انجمن زنان مبارز سقز، انجمن زنان اشنویه و شورای زنان نقده از جملهٔ آن بودند که به تدریج بنیان‌گذاری شدند. اگرچه این تشکل‌های زنانه به منظور رشد آگاهی و گردهمایی زنان ایجاد شده بودند در آنها به مباحث نظری درباره ستم جنسیتی کمتر پرداخته میشد زیرا از نظر بانیان این تشکل ها که غالباً به احزاب چپ وابسته بودند رفع ستم جنسیتی و هر نوع ستم دیگر منوط به تحقق انقلاب سوسیالیستی بود.

### جایگاه زن در جامعه کرد[۱۳]
در گذشته جایگاه اجتماعی زنان بیشتر با جایگاه فرهنگی و معنوی آنها منطبق بود. وجود زنان درمانگر در کردستان امری رایج بوده که گاهی به آنها لقب «شیخ» می‌دادند. کردها اعتقاد دارند دختران شوهر نکرده توانایی رسوخ و دست یابی به عالم‌های فراطبیعی را دارند این موضوع در فرهنگ‌های دیگر نیز دیده می‌شود آلمانی‌های باستان معتقد بودند چیزی مقدس در زنان هست و از این رو به عنوان غیب‌گو به آنان رجوع می‌کردند.
از دوران باستان نمونه‌هایی از رسم زن مکانی در کردستان وجود داشت که بر اساس آن مطابق با موقعیت مادی و ثروت خانواده دختر داماد پس از ازدواج میان خانواده همسر خانه و زندگی خود را بنا می‌کرد. بقایای این رسم هنوز در میان بعضی از روستاییان کرد باقی است که اعتبار و اهمیت زنان در آن مشهود است.
تک همسری در امر ازدواج یکی از موارد حرمت زن در خانواده و فرهنگ کُردهاست در ادیان کهن کردی از جمله آیین‌های «یارستان» و «ایزدی» نیز بر تک همسری و تک زنی تأکید شده است. گرچه این ادیان دارای نظامی از سلسله مراتب خاص مردان هستند در آنها بیش از ادیان جدید برای زن و طبیعت احترام و جایگاه قائل شده است جایگاه زن در این ادیان جایگاهی ویژه است؛ پیروان یارستان بر پایه آیین خود زن را فرشته می‌دانند و بر این باورند که خداوند تاکنون در هفت دوره خود را در قالب بشری نمایانده است که در هر دوره هفت فرشته با او بوده است که یکی از آن فرشتگان زن بوده است.
در دین ایزدی سرور بهشت و شفاعت کننده مردمان در جهان زنی ایزدبانویی به نام بانوی محشر است. او کسی است که کلید درهای بهشت در دستان اوست و نخستین کسی است که به بهشت وارد می‌شود. متون مقدس آنها دربارهٔ اسطوره آفرینش نیز جایگاه برتر و خاستگاهی زن را نشان می‌دهد. در این متون و روایات آغاز جهان از یک مروارید است و خلقت از آن مروارید که در داخل اقیانوس بود شکل گرفت مروارید نمادی از زنانگی و یادآور سنگهای مقدسی است که به ایزدبانوان تعلق دارد.
زنانه بودن ساختارهای فرهنگی کردها از دیگر قلمروهایی است که چهره والای زن در آن شناخته شده است. در همه فرهنگ‌های نخستین رقص شیوه ای از ارتباط با الهه مادر است جایگاه زن در رقص و هه‌لپه‌رکی کوردی که از ویژگیهای مهم فرهنگ کرد است جایگاهی برابر با مرد دارد از دیدگاه مردم شناختی رقص بیشتر در فرهنگ‌هایی رایج است که زنانه باشد و ارج و مقام زن در آن تعریف شده باشد؛ چون رقص در نیایش‌ها به ویژه نیایش الهه مادر ریشه دارد و در افسانه‌های کردی رقص با زن تعریف می‌شود.
علاوه بر این بسیاری از سرایندگان آوازها و منظومه‌های کُردی به ویژه در منطقه مکریان زنان بودند که در اصطلاح به آنان ده‌نگ بێژ خوش صدا و خواننده می‌گفتند. آنها مجالس را برای مردم می‌آراستند و از ارزش و اعتبار اجتماعی خاصی برخوردار بودند. نه تنها زنان سراینده بودند بلکه می‌توان گفت بخشی از ادبیات مردمی منطقه مکریان از جمله بیت و حکایات و ضرب‌المثلها که جنسیت سرایندگان آن معلوم نیست تولید زنان می‌باشد.
مقام زن کرد از دیدگاه مستشرقان و سیاحانی که در کردستان بوده‌اند مورد توجه بوده.
بسیاری از مسائل سیاسی قبایل و طایفه‌های کردها را زنان بر عهده داشتند یا آنکه نقش عمده ای در اداره امور طایفه داشتند در مناطق ویژه ای از کردستان حکمرانی زنان در واقع امری رایج بود و در منابع تاریخی عثمانی‌ها به این موضوع به صراحت اشاره شده است. مینورسکی نیز به جایگاه زن بین کردها می‌پردازد و می‌نویسد که زن بین کردها ارزش والاتری در جامعه نسبت به دیگر کشورهای همسایه و مسلمان آنها دارد. در گذشته زنان در جنگهای خونین پادرمیانی می‌کردند و سران قبایل برای زنان احترام خاصی قائل بودند حتی در زمان جنگ و درگیری زنان آزادانه در میان ایلات و طوایف رفت و آمد می‌کردند. به نظر می‌رسد رسم خون بس نیز به نوعی نشانه ای از احترام و صلحی است که زنان برای طوایف به ارمغان می‌آوردند شرکت در جنگها و امور اجتماعی و عشیره ای بخشی از آزادی اجتماعی و نفوذ زنان کرد بوده است زنان معمولاً دارای اسب و مادیان مخصوص خود بودند و بخشی از دارایی‌های ایل و عشیره زمین و باغ‌ها، قوچ و…) و اختیارات آن به زنان اختصاص داشت اسب سواری و شعر و آواز از هنرهای یک زن کرد بوده است.

### زنان روستایی و شهری کردستان
با توجه به دایره وظایف و مسئولیتهای زن در جامعه، و نیز با در نظر گرفتن سطح فرهنگ عمومی و محرومیت‌های فرهنگی ـ اجتماعی ـ اقتصادی جامعه روستایی کردستان در دورانهای گذشته، نمی‌توان انتظار داشت که در حوزه‌های علمی و فرهنگی، زنی به درجه‌ای از اشتهار و اعتبار اجتماعی دست یافته باشد؛ مگر در موارد نادر.
اما وضع زنان شهرنشین تا حدودی از جامعه زنان روستایی بهتر بوده است. اصولاً کردستان منطقه محرومی بوده است و بجز در یکی دو شهر ـ اگر بتوان آنها را در آن ادوار شهر نامید ـ هیچ‌گونه امکانات تحصیلی و فعالیتهای هنری و مشارکتهای اجتماعی به مفهوم امروزی آن، برای زنان فراهم نبوده است.
در واقع بافت جامعه شهری و روستایی، مشابه و بسیار به یکدیگر نزدیک بوده است. هم ازین‌رو، ساختار اجتماعی و جوّ فرهنگی حاکم بر شهرها، چندان فاصله‌ای با روستاها نداشته است. در میان طبقات پایین و متوسط شهری، اساساً فعالیت فکری چشمگیری جریان نداشته است. از میان طبقات اعیان و اشراف شهری ـ بر حسب پایگاه اجتماعی خانواده ـ گاهی زنان ادیبه و فاضله هنرمندی برخاسته‌اند و در عصر خود به درجاتی از شهرت و اعتبار اجتماعی نایل شده‌اند. اما در میان طبقه عرفا و علما و ادبای کردستان، به جهت بالاتر بودن سطح علمی و فرهنگی، و برخورداری از منزلت و احترام اجتماعی، و نیز به علت وجود تفکر دینی در خاندانهایی که تحصیل علم را بر زن و مرد مسلمان واجب می‌داند، غالباً زنان برجسته‌ای سر برآورده‌اند که در دوره و عصر خویش منشأ تأثیر و مصدر خدمات ارزنده‌ای بوده‌اند. با توجه به اینکه زنان در جامعه سنتی و بسته شهری در خلال سده‌های میانه و اخیر، نقش اجتماعی مستقیم و برجسته‌ای برعهده نداشته‌اند، اما چه بسا برخی از آنان پا به پای مردان و حتی گاهی بیشتر از آنها، در صحنه‌های گوناگون حیات فرهنگی، اقتصادی و سیاسی جامعه حضور داشته‌اند و نقش مؤثری ایفا نموده‌اند. در هر حال، ویژگی برجسته فعالیتهای اجتماعی زنان در مقطع یادشده آن است که این فعالیتها غالباً کمرنگ بوده و نمود اجتماعی چندان چشمگیری نداشته است.

به دیگر سخن، زنان کرد به‌طور بالقوه، قابلیت و استعداد انجام فعالیتهای اجتماعی را داشته‌اند، اما به علت ساختار سنتی جامعه کرد، مسئولیتهای خانوادگی زنان مقدمتر و مهم‌تر بوده است؛ لذا گاهی بر حسب ضرورت، زنان از ورای این پرده نامریی، پدیدار شده و به‌طور مستقیم در صحنه‌های مختلف علمی، فرهنگی و هنری عصر خویش ظاهر گردیده و بدینگونه از اعتبار اجتماعی و اشتهار بسزایی برخوردار گشته‌اند.

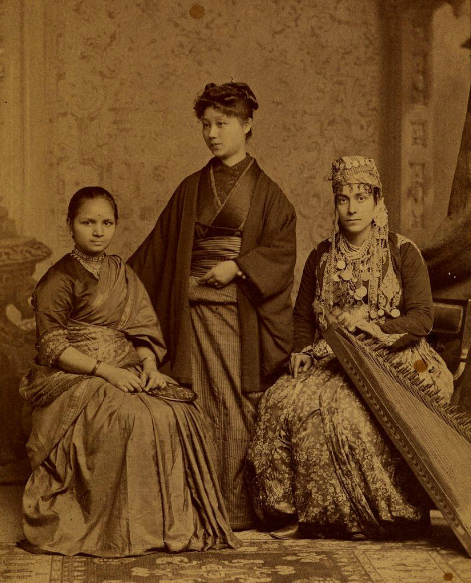
اولین پزشکان زن دارای مجوز در هند، سوریه و ژاپن. آناندیبای جوشه (هندی)، کی اوکامی (ژاپنی)، سبت اسلامبولی (یهودی کرد از سوریه) [۱] - ۱۰ اکتبر ۱۸۸۵) -

## زنان کرد در ایران
معروفترین زن کرد و لر در ایران عمه گزی یا عمه قزی می‌باشد که فرماندهی ترکان سرسرخ را بر عهده داشت شرح بیشتر در شرفنامه مهروی اثر نواده برحق شرف‌خان بدلیسی موجود می‌باشد. 
برخی از زنان نامدار
- عادله خانم جاف:بانو عادله جاف یا آدل خانم که انگلیسی‌ها آن را شاهزاده شجاعان می‌نامیدند، فرمانروای کرد از قبیله جاف و یکی از اولین رهبران زن مشهور در تاریخ کردستان بود.[۱۸]
- مستوره اردلان:[۱۹]ماه‌شرف خانم قادری، متخلص به (مستوره) و مشهور به (مستوره اَردلان) یا (مستوره کردستانی)(متولد:۱۲۲۰ هـ. ق، برابر با ۱۱۸۴ هـ. ش و ۱۸۰۵ م وفات:۱۲۶۴ هـ. ق، برابر با ۱۲۲۷ هـ. ش و ۱۸۴۸ م؛ در سنّ ۴۴ سالگی. مدفن: شهر سلیمانیه)
  - فـَخرُالنـِّساء شَهده دینـَوَری (۴۸۵–۵۷۴ هق): شهده بنت ابونصر احمد بن فرج بن عُمر اِبری دینوری است. وی عالمه و محدثـّه و مدرّسه و خوشنویس کرد مقیم بغداد بوده و به جهت برخورداری از حُسن خط و انشاء به (شهدة الکاتبه) اشتهار یافته است. «طالبان دانش، از اناث و ذکور، هر روز در جلسه درس وی حاضر شده و استفاده کرده‌اند .. صدای دلنشینی هم داشته است. همسر شهده مردی دانشمند و ادیب بوده است از اهل بغداد به نام ثقةالدوله علی بن محمد مشهور به ابن الانباری» (مشاهیر، ج ۱، صص ۴۸–۴۹)
- فاطمه خانم گورانی (۷۹۴–۸۷۳ هق): فاطمه بنت بدر محمد بن الجمال گورانی از احفاد خضر گورانی، عالمه و محدثه و مدرّسه کرد بوده است.
- زَیبُ النـِّساء زیور گـَرّوسی: شاعره کرد زیب النساء از خانزادگان علی شکر (گروس کنونی) بوده و در اواسط قرن دوازدهم می‌زیسته است. (مشاهیر، ج ۱، ص ۲۲۹)

- صاحبه سلطان دُنبُلی: صاحبه بنت کریم خان دنبلی، همسر ابوالفتح خان ابن مرتضی قلی خان دوم دنبلی بوده و (شهباز) تخلص می‌کرده و در میانهٔ سدهٔ سیزدهم هجری قمری می‌زیسته است. «دارای تألیفاتی در علم نجوم بوده و شعر را نیکو می‌سروده. در فن انشاء و بسیاری از صنایع ظریفه نیز مهارت تام داشته، خط را هم خوب می‌نوشته است. (مشاهیر، ج ۱، ص ۳۴۱)

- جهان‌آرا خانم پاوه‌ای: جهان آرا دخت مرحوم ملا نشأت پاوه‌ای، همسر اول علی اکبر خان شرف الملک اَردلانی، شاعره کرد و برخوردار از فضل و کمال و حُسن و جمال بوده و تا دهه دوم قرن چهاردهم حیات داشته است.
- خاتون خورشید مریوانی: خورشید دختر شیخ معروف (که‌لوس) از سادات (ته‌راته‌وه‌ن)، فاضله و ادیبه و شاعره کرد، تا اواسط قرن چهاردهم هجری قمری در قید حیات بوده است. وی مادر قانع مریوانی شاعر نامدار کرد است. (مشاهیر، ج ۲، صص ۱۵۴–۱۵۵)
- خورشید نما داواشی (۱۳۲۰–۱۳۸۵ هق): خورشید نما دختر داواشی محمد و خواهر میرزا احمد داواشی، از زنان عارفه و شاعره کرد بوده است. وی از ذوق سرشار ادبی و طبع شعری برخوردار بوده و در بدیهه گویی مهارت داشته است. (مشاهیر، ج ۳، صص ۳۷۵–۳۷۶)
- عایشه تُرجانی: بنت علامه ملا علی قزلجی تُرجانی، خواهر ملا حسن و ملا حسین قزلجی، از زنان عالمه و عارفه کرد بوده که تا نیمه اول قرن چهاردهم هجری قمری در قید حیات بوده است. (مشاهیر، ج ۲، ص ۱۳۴)
- شیخ‌زاده سیده درخشنده خانم مردوخ (آیتی) (۱۳۳۲–۱۳۹۷ هق برابر دوم اردیبهشت ۱۲۹۳_ یکم فروردین ماه ۱۳۵۶ هجری شمسی، سنندج): شیخ‌زاده سیده درخشنده خانم ـ شنی خانم ـ بنت گرامی حضرت آیت‌الله شیخ محمد مردوخ کردستانی، از زنان عارفه و فاضله و ادیبه و هنرمند کرد بوده است. وی عفیفه‌ای بوده است از تبار مشایخ مردوخی کردستان اَردلان که قرآن، گلستان و بوستان سعدی، و دیوان حافظ شیرازی را در محضر والد ماجد و دانشمندش فراگرفته و ادبیات فولکلوری زبان کردی را از خانواده مادریش ـ خاندان شیخ مصطفی تختوی مردوخی ـ تحصیل نموده است. شیخ‌زاده درخشنده خانم روایتگر ده‌ها افسانه و داستان و حکایت کردی، و نیز مجموعه‌ای غنی از پند و امثال و نکات شیرین ادبی بوده است. همچنین در چندین رشته هنری صنایع دستی از قبیل نقاشی بر پارچه، گلدوزی، ملیله‌دوزی، پولک دوزی، منجوق دوزی و گلابتون دوزی ماهر بوده و بجز اینها، بر طب سنتی و خواص گلها و گیاهان شفابخش احاطه داشته است.

### خشونت علیه زنان[۲۰]
انواع خشونت علیه زنان در کردستان ایران خشونت خانگی: یکی از شایع‌ترین اشکال خشونت علیه زنان در کردستان ایران، خشونت خانگی است. زنان زیادی در این منطقه به‌دلیل مشکلات اقتصادی، فرهنگی و سنتی، مورد آزار جسمی و روانی قرار می‌گیرند. این خشونت‌ها معمولا در سکوت و درون خانه‌ها پنهان می‌مانند و از طرف جامعه نادیده گرفته می‌شوند.
خشونت اجتماعی و فرهنگی: در بسیاری از جوامع کردستان، زنان با فشارهای فرهنگی و اجتماعی زیادی روبرو هستند. قوانین نانوشته‌ای که زنان را به عنوان موجوداتی تابع در نظر می‌گیرند، موجب خشونت‌های روانی و اجتماعی زیادی می‌شود. تحمیل نقش‌های سنتی مانند زن بودن به‌عنوان تنها مسئول خانواده و خانه، زنان را در موقعیت‌های آسیب‌پذیر قرار می‌دهد.
خشونت دولتی و سیستماتیک: خشونت از سوی نهادهای دولتی و سیستم قضائی ناشی از قوانین ضد زندر ایران بر زنان کرد سایه افکنده است. بسیاری از زنان که در معرض خشونت خانگی قرار دارند، قادر به دریافت کمک قانونی نیستند زیرا قوانین حمایت کننده در کشور به‌طور مؤثری اجرایی نمی‌شود. علاوه بر این، زنان فعال در عرصه حقوق بشر و سیاست، به‌ویژه در استانهای کردستان، هدف سرکوب و نقض حقوق خود توسط نیروهای امنیتی قرار می‌گیرند.

#### آمار و داده‌ها
آمار دقیقی از میزان خشونت علیه زنان در کردستان ایران به دلیل محدودیت‌های موجود در زمینه آزادی‌های اطلاعاتی در دسترس نیست. با این حال، گزارش‌های سازمان‌های حقوق بشری حاکی از افزایش خشونت خانگی، به‌ویژه در شرایط اقتصادی و اجتماعی سخت است. بر اساس داده‌های برخی از سازمان‌های داخلی و بین‌المللی، نرخ خشونت علیه زنان در استانهای کردستان به‌طور غیررسمی بالاست، اگرچه به‌دلیل مشکلات فرهنگی و اجتماعی، بسیاری از این آمارها به‌طور رسمی ثبت نمی‌شوند.

## زنان کرد در ترکیه

### برخی از زنان نامدار[۱۶][۲۱]
- امّ محمّد حَکاری (وفات ۷۱۴ هق): ام محمد بنت یوسف از اهالی حکاری، عالمه و محدثه کرد بوده است.
- زینب اسعردیّه (حوالی ۶۲۵ تا ۷۰۵ هق): زینب بنت سلیمان بن احمد اسعردی، عالمه و محدثه کرد مقیم قاهره بوده است.
- فاطمه حَکاری (۶۸۳–۷۵۷ هق): فاطمه بنت ابراهیم بن داوود بن نصر، عالمه و محدثه کرد بوده است.
- جُوَیریه خاتون حَکاری (۶۹۳–۷۸۳ هق): جویریه بنت احمد بن احمد بن حسین، خواهر اَسماء خاتون حکاری، عالمه و محدثه کرد بوده است.

«با علمای این فن ـ علم حدیث ـ جلسات بحث و گفتگو داشته» (مشاهیر، ج ۱، ص ۱۰۸)
- اَسماء خاتون حَکاری (۷۱۵ – ۷۷۰ هق): اَسماء بنت احمد بن حسین حَکاری، عالمه و محدثه کرد بوده است.
- اَمَةالله خاتون حَکاری: امةالله بنت ابوالعلاء بن شهاب‌الدین کُردی، از اهالی حَکاری، عالمه و ادیبه و مدرّسه کرد بوده است.

«به زنان و دختران درس ادبی و دینی داده و حدود ۶۰ سال زندگی کرده است. از بین مردان نیز کسانی چون مؤلّف الضَّوء اللامع، سمت شاگردی او را داشته‌اند. (مشاهیر، ج ۱، ص ۱۲۷)
- عایشه جَزَری: عایشه بنت شمس‌الدین محمد بن الجزری، از اهالی جزیره واقع در کردستان ترکیه، عالمه و محدثه کرد بوده است.

«بانویی دانشمند از خاندان جَزَریهاست .. در پشت پرده طالبان را درس داده و تا اواسط قرن نهم حیات داشته است» (مشاهیر، ج ۱، ص ۱۲۴)
- فاطمه جَزَری: فاطمه بنت شمس‌الدین محمد بن الجزری، خواهر عایشه جزری، عالمه و محدثه و مدرّسه کرد بوده است.

«این بانو قرآن مجید را تمامی از حفظ داشته و مانند خواهرش طلبه را از ذکور و اناث درس می‌داده و در نیمه دوم قرن نهم درگذشته است» (مشاهیر، ج ۱، ص ۱۲۴)
- سَلمیٰ خاتون جَزَری: سَلمیٰ بنت شمس‌الدین محمد ابن الجَزَری، فاضله و راویه کرد بوده است.

«در هوش و استعداد و حافظه قوی کم‌نظیر بوده و در ثلث اول قرن نهم دنیای فانی را وداع گفته است» (مشاهیر، ج ۱، ص ۱۲۱)
- سَریه دیاربکری (۱۲۳۰–۱۲۸۳ هق): ادیبه و شاعره کرد بوده و سروده‌هایی به زبانهای کردی و ترکی از وی بر جای مانده است.

## زنان کرد در سوریه
زنان کرد سوریه در انقلاب روژاوا نقش مهم و چشمگیری داشتند. این انقلاب که با عنوان انقلاب زنان نیز توصیف شده است، دستاوردهای زیادی برای زنان کرد و نیز زنان دیگر ملیت‌های ساکن در مناطق شمال و شرق سوریه به همراه داشت که در مجموع به قدرتمندتر شدن آنان انجامید.
در زمینهٔ اقتصادی زنان کُرد سوریه سیستم اقتصادی-اجتماعی جدیدی را علیه نظام سرمایه‌داری مرد محور ایجاد کردند که بر بنیاد تعاونی‌های زنانه استوار است. در سال ۲۰۱۵ گروهی از زنان پیشروی کرد با هدف توانمندسازی اقتصادی زنان کمیتهٔ اقتصاد زنان را در روژاوا تشکیل دادند. یکی از بنیانگذاران این نهاد هورین خلف بود که در ۹ اکتبر ۲۰۱۹ توسط شبه نظامیان وابسته به ترکیه کشته شد. کمیتهٔ اقتصاد زنان به برنامه‌ریزی برای تأسیس تعاونی‌های تولیدی زنان می‌پردازد. تا ابتدای ماه ژوئن ۲۰۲۱ تعداد ۲۳ تعاونی تولیدی زنان در مناطق شمال و شرق سوریه تأسیس شده است که در هر یک از آن‌ها تا ۷۵ زن به فعالیت تولیدی مشغول بودند. از جمله فعالیت‌های این تعاونی‌ها زیر کشت بردن نزدیک به ۱۲ هکتار زمین کشاورزی است که اداره و کار در آن را زنان بر عهده دارند. همچنین کارگاه‌های تولید پوشاک، منسوجات، مبلمان و …، ده‌ها بازار محلی برای عرضهٔ تولیدات این واحدها تولیدی و نانوایی‌های متعدد به شیوهٔ تعاونی توسط زنان مدیریت می‌شود. تا قبل از حمله نظامی ترکیه به عفرین و نیز گری‌سپی و سریکانی تعداد بسیاری تعاونی‌های زنان در مناطق عفرین، سریکانی و گری‌سپی مشغول فعالیت بود که صدها زن در آن‌ها مشغول کار بودند. تنها در سریکانی ۴۳ هزار هکتار و در گری‌سپی ۳۰ هزار هکتار زمین توسط تعاونی‌های زنان زیر کشت رفته‌بود. حملات ترکیه و گروه‌های مسلح تحت‌الحمایهٔ ترکیه سبب از بین رفتن این تعاونی‌ها و نابودی بسیاری از دستاوردهایی شد که زنان کرد و غیرکرد در این مناطق در نتیجهٔ انقلاب روژاوا به دست آورده‌بودند. با این وجود کمیتهٔ اقتصادی زنان در روژاوا و دیگر مناطق شمال و شرق سوریه به فعالیت خود ادامه داده و پروژه‌های اقتصادی خود را دنبال می‌کند. در اول ماه ژوئن ۲۰۲۱ اعلام شد که این نهاد برنامه‌ریزی لازم برای ایجاد ۹ تعاونی و ۸ نهاد همیاری جدید را در زمینهٔ کشاورزی انجام داده که در آن‌ها ده‌ها زن مشغول به کار خواهند شد. همچنین اعلام شد که تعداد گلخانه‌های کشاورزی، و کارگاه‌های تولیدی زنان افزایش خواهد یافت.

## زنان کُرد در عراق

### برخی زنان نامدار[۱۶][۲۳]
- حفصه خانم نقیب:در قرن دوم هجری قمری می‌زیسته و تا پایان نیمه دوم قرن دوم در قید حیات بوده است. «عُمری را در ملازمت و خدمتگزاری شعوانه ـ عارفه قرن دوم ـ سپری کرده و از برکت صحبت وی از مراحل فنای نفس و پشت پا زدن به علایق دنیوی گذشته، و به صفای قلب و حضور دایم نایل گشته، و در زهد و تقوی شهرت به سزایی داشته» (مشاهیر، ج ۱، ص ۵)